# Довгий Ігор Леонідович
Довгий Ігор Леонідович (нар. 6 червня 1968) — кандидат медичних наук, доцент реабілітаційної медицини, фізичної терапії та спортивної медицини  Національного університету охорони здоров'я України ім. П. Л. Шупика.

## Біографія
Народився у м. Андрушівка Житомирської області, в сім’ї робітників.

У 1983 р. закінчив Андрушівську СШ № 2.

У 1987 р. закінчив з відзнакою Житомирське медичне училище.

у 1995 р. закінчив Івано-Франківську державну медичну академію.

з 1997 по 1998 рр. працював лікарем-ординатором неврологічного відділення Червінської дільничої лікарні Андрушівського ТМО Житомирської обл.

1999 р. – лікар-ординатор неврологічного відділення  Житомирського ТМО № 2.

з 1999 по 2002 рр. – аспірант кафедри неврології та рефлексотерапії  КМАПО  ім. П.Л. Шупика.

з 2002 р. асистент кафедри неврології та рефлексотерапії  КМАПО  ім. П.Л. Шупика.

з 2007 р. директор «Клініка доктора Довгого».

з 2009 р. доцент кафедри неврології і рефлексотерапії КМАПО ім. П.Л. Шупика.

з квітня 2022 по березень 2024 рр. – бойовий медик ТрО ЗСУ,  учасник бойових дій.

з 2024 р. доцент кафедри реабілітаційної медицини, фізичної терапії та спортивної медицини НУОЗ України ім. П.Л. Шупика.

## Захист дисертаційних робіт
Кандидатська дисертація на тему: «Консервативне лікування неврологічних проявів дегенеративно-дистрофічних захворювань попереково-крижового відділу хребта, ускладнених грижами дисків», науковий керівник – професор Мачерет Євгенія Леонідівна, 2003 р.

## Громадська діяльність
1. Заступник Голови ГО «Всеукраїнська асоціація по неврології та рефлексотерапії», з 2013.

2. Віце-президент ГО «Українська асоціація остеопатичних і хіропрактичних мануальних терапевтів», з 2015.

3. Президент ГО «Асоціація науково-практичної озонотерапії», з 2020.

4. Керівник Міжнародного благодійного Фонду «Міжнародна місія з надання гуманітарної допомоги народу України», 2022.

5. Президент ГО «Українська асоціація остеопатичних і хіропрактичних мануальних терапевтів», з 2025.

## Наукова діяльність
1. Підручник Мачерет Є.Л., Довгий І.Л., Коркушко О.О. «Остеохондроз поперекового відділу хребта, ускладнений грижами дисків»: у 2-х томах. – К., 2006. – 256 с.

2. Національний підручник «Рефлексотерапія» у 2-х томах / за ред Н.К.  Мурашко, О.Г. Морозової. – К.: 2013. – 476 с.

3. Підручник Довгий І.Л. «Захворювання периферичної нервової системи» у 3-х томах. – К.: 2016. – 700 с.

4. Національний підручник «Рефлексотерапія» у 3-х томах / за ред Н.К. Свиридової, О.Г. Морозової. – К.: 2017. – 600 с.

## Патенти
1. Патент 55914 A61N 1/32, A61H 1/00 Спосіб лікування неврологічних проявів дегенеративно-дистрофічних захворювань поперекового відділу хребта, ускладнених грижами міжхребцевих дисків; 15.04.2003.

2. Патент 4475 A61F 5/00 Спосіб лікування вертеброгенних больових синдромів з використанням методу полісегментарної електропунктури; 17.01.2005.

3. Патент 7645 A61H 1/00 Спосіб консервативного лікування медіальних та парамедіальних гриж міжхребцевих дисків попереково-крижового відділу хребта; 15.07.2005.

4. Патент 81387 A61K 38/43 Спосіб лікування хворих на ожиріння та надлишкову масу тіла методом Ворошилова-Довгого; 25.06.2013.

5. Патент 118765 A61M 21/00, A61H 39/08 Спосіб знеболення поранених методом зональної акупунктури; 28.08.2017.

## Перелік ключових публікацій
1. Мачерет Є.Л., Довгий І.Л. Рефлексотерапія в лікуванні неврологічних проявів дискогенних радикулопатій поперекового відділу хребта // Збірник наукових праць співробітників КМАПО ім. П.Л.Шупика. Київ, 2001. – Вип. 10, кн.3, С. 122–124

2. Довгий І.Л. Комбіноване лікування синдрому грушоподібного м’язу при дискогенних радикулопатіях попереково-крижового відділу хребта // Український вісник психоневрології. – Харків, 2002. – т.10, вип.3(32). – С. 63–65

3. Мачерет Є.Л., Довгий І.Л. Комплексне лікування неврологічних проявів дегенеративно-дистрофічних  захворювань поперекового відділу хребта, ускладнених грижею міжхребцевого диска // Український вісник психоневрології. – Харків, 2002. – т.10. – №1. – С.57–59

4. Довгий І.Л.,  Середа В.Г. Відновне лікування дегенеративно-дистрофічних захворювань поперекового відділу хребта, ускладнених грижами ядра диска // Збірник наукових праць співробітників КМАПО ім. П.Л.Шупика. Київ, 2002. –  С. 1027–1029

5. Довгий І.Л., Коркушко О.О., Ханенко Н.В. і др. Патогенетичне обґрунтування ефективності застосування лазеропунктури та мануальної терапії при дискогенних радикулопатіях попереково-крижового відділу хребта // Збірник наукових праць співробітників КМАПО. – 2005. – В.14. – К.1. – С.738 –743

6. Довгий І.Л., Середа В.Г., Ханенко Н. В. і др. Досвід застосування нетрадиційних методів лікування дегенеративно-дистрофічних захворювань попереково-крижового відділу хребта, ускладнених грижами дисків  // Збірник матеріалів ІІ-го з’їзду рефлексотерапевтів України. – Київ, 28 – 29 вересня 2007. – С.39–42

7. Довгий І.Л., Середа В.Г., Ханенко Н.В. Мануальна терапія,  рефлексотерапія та медикаментозна терапія в комплексному лікуванні дегенеративно-дистрофічних захворювань попереково-крижового відділу хребта, ускладнених грижами дисків // Збірник наукових праць співробітників НМАПО ім. П.Л.Шупика. Київ, 2007. – С. 489–492

8. Довгий І.Л., Шталтований А.В., Ханенко Н.В. і др. Активний досвід застосування рефлексотерапії, озонотерапії, мануальної терапії, фітотерапії  в комплексному лікуванні ожиріння // Матеріали науково-практичної конференції з міжнародною участю «Рефлексотерапія в Україні: досвід і перспективи  (Київ, 29–30 вересня 2009 року). – Київ: Віпол, 2009. – С.36–39

9. Збірник КМАПО Полінейропатія (лекція) 2010.

10. Довгий І.Л., Ханенко Н.В., Середа В.Г. Особливості комплексної терапії хворих з діабетичною полінейропатією // Матеріали науково-практичної конференції з міжнародною участю «Рефлексотерапія в Україні: досвід і перспективи  (Київ, 29–30 вересня 2010 року). – Київ: Віпол, 2010. – С.32–35

11. Довгий І.Л. Реабілітаційне лікування радикулопатії попереково-крижового відділу хребта, ускладненої грижами ядра міжхребцевого диска залежно від виду грижі // Лікарська справа. – 2012. – № 7. – С. 93–96

12. Довгий І.Л., Микитей О.М. Обгрунтування принципів лікування та профілактики оперізуючого герпесу // Лікарська справа. – 2012. – № 6. – С. 86–89

13. Довгий І.Л., Ворошилов О.П., Микитей О.М. Реабілітаційне лікування надмірної ваги тіла та ожиріння // Лікарська справа. – 2012. – № 7. – С. 129–132

14. Довгий І.Л., Свиридова Н.К. Реабілітація пацієнтів, які перенесли ішемічний інсульт методами озонотерапії, кінезітерапія, фізіотерапії і акупунктури // «Східно-європейський неврологічний журнал. – 2017. – №6. – С 23–29

15. Dovgyi I, Ulynets K., Taran K., Vasylkov A., Fedosenko A. Rationale for the use of non-traditional treatments in patients with back pain complicated by disc herniation // Human Health: Realities and Prospects. Monographic series. Volume 6. «Health, Bioecology and Nanobiosensors», edited by N. Skotna, S. Voloshanska, T. Kavetskyy, N. Stebeletska, A. Kiv. – Drohobych: Posvit, 2021: 114–124

16. Dovgyi I, Svyrydova N, Ulynets K, Fedosenko A. Conservative treatment of patients with reflex and radicular vertebrogenic syndromes of the lumbosacral spine of discogenic origin // Bioresources and Human Health. Edited by A. Krynski, G. Kamtoh Tebug, S. Voloshanska. – Czestochowa: Publishing House of Polonia University «Educator», 2021: 6–17

## Хобі
Настільний теніс, шахи, народна і класична музика.